# قفل چرخ

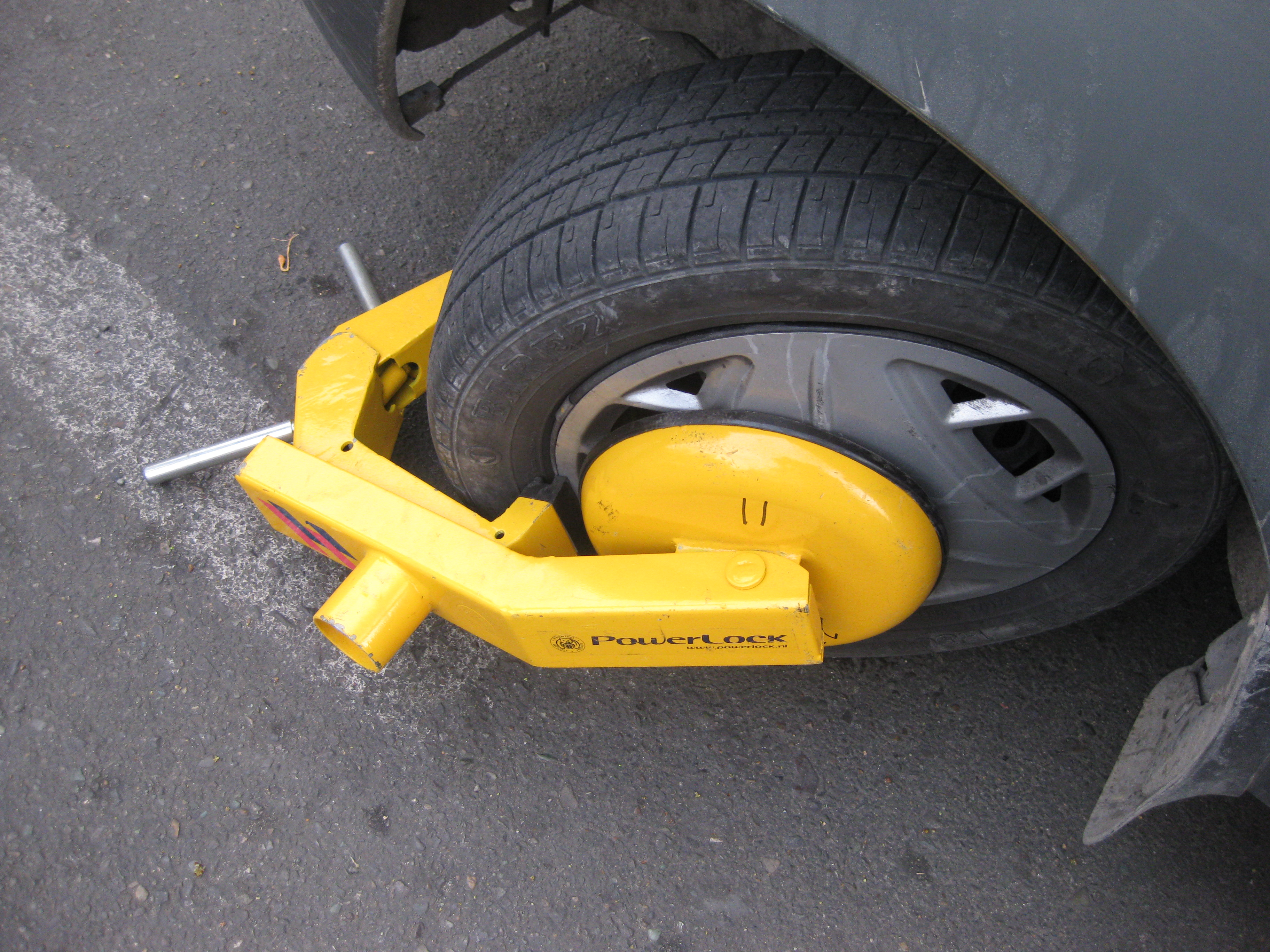
خودرویی که به دلیل توقف غیرمجاز، توسط پلیس راهنمایی و رانندگی تهران بزرگ، در خیابان انقلاب تهران با قفل چرخ متوقف شده‌است.

قفل چرخ وسیله‌ای برای جلوگیری از حرکت وسایل نقلیه است. قفل چرخ در معمول‌ترین شکل خود، از قفلی تشکیل شده که چرخ را احاطه کرده و برای ممانعت از جدا کردن خودش و همچنین چرخ، ساخته شده‌است.
معمولا از آن در پارک‌کردن‌های غیرمجاز یا غیرقانونی به جای یدک‌کشی (بکسل) وسیلهٔ نقلیهٔ خاطی، استفاده می‌شود. در این موارد، پلیس یا صاحب مِلکی که قفل چرخ را بر وسیلهٔ نقلیه گذاشته، ممکن است برای گشودنش مطالبهٔ جریمه کند.